# Corazón (naipe)
El corazón (♥) es uno de los cuatro palos encontrados en el juego de cartas de la baraja francesa o inglesa. El patrón de la baraja "internacional" utiliza el sistema de naipes franceses.
En el bridge, este califica en segundo lugar de los cuatro naipes, debajo la pica, pero encima del diamante. En algunos juegos de cartas de origen alemán como el Skat o el Sheepshead, la calificación de naipes es la siguiente: 
1. Trébol
2. Pica
3. Corazón
4. Diamante

Este símbolo fue el primero utilizado en el juego de cartas francés, fabricado en Rouen y Lyon en el siglo XV, alrededor del tiempo que el juego de cartas fue creado-producido por el uso de la xilografía.

## Analogías en otros naipes
- Naipes alemanes: corazón (en alemán: Herz)
- Naipes alemanes de Suiza: rosa (en alemán: Rosen)
- Naipes ítalo-españoles (latinos): naipe de copa (en italiano: Coppe)
- Naipes tarot: Las cartas tarot pueden tener naipes ítalo-españoles o franceses.

## Traducción en otros idiomas
- Alemán: Herz - corazones
- Armenio: սիրտեր (sirter) - corazones
- Checo: Srdce
- Euskera: Bihotz
- Francés: Cœur - corazón
- Griego: Κούπες (Coupes) - copas
- Hebreo: לב ("Lev") - corazón
- Húngaro: kőr
- Indonesio: Hati - amor
- Inglés: Hearts - corazones
- Italiano: Cuori - corazones
- Lituano: Širdys - corazones
- Macedonio: Срце (Srtse) - corazón
- Navajo: Góobas - Transcripción del español copas
- Neerlandés: Harten - corazones
- Noruego: Hjerter - corazones
- Polaco: Kier - Transcripción del francés
- Portugués: Copas
- Rumano: Roşu - rojo o inimă - corazones
- Ruso: Черви (Chervy) (del ruso: червонный - rojo (diferentes tonos) o dorado)
- Turco: kupa - copas

## Códigos de símbolo
Unicode — U+2665 y U+2661: 
♥ ♡
HTML — &#9829; (o &hearts;) y &#9825;:
♥ ♡